# معركة بافليفكا
معركة بافليفكا هي إحدى معارك الغزو الروسي لأوكرانيا 2022 وقعت في قرية بافليفكا [الإنجليزية] الصغيرة، في رايون فولنوفاكا [الإنجليزية]. كانت القرية على خط المواجهة المتصاعدة لعدة أشهر بعد توقف الهجوم الروسي في زاباروجيا أوبلاست، وتبدلت السيطرة عليها من الطرفين عدة مرات. شنت القوات المسلحة للاتحاد الروسي هجوماً كبيراً على القرية كجزء من محاولة الاستيلاء على فوهليدار صباح يوم 29 أكتوبر 2022. أعلنت وزارة الدفاع الروسية عن الاستيلاء على المدينة في 14 نوفمبر 2022.